# Germund Tyler
Tor Germund Tyler, född 1941, är en svensk ekolog. Han är professor emeritus i växtekologi vid Lunds universitet. Han blev 1985 ledamot av Vetenskapsakademien.